# CodePen
CodePen је заједница на мрежи за тестирање и приказивање исечака кода, које су креирали корисници у HTML, CSS и Јаваскрипт језицима. Функционише као онлајн уређивач кода и окружење за учење отвореног кода, где програмери могу да праве исечке кода, назване „оловке“, и тестирају их. Основали су га 2012. фул-стек програмери Алекс Вазкуез и Тим Сабат и фронт-енд дизајнер Крис Којлер.
Сви запослени раде на даљину, те се сви ретко састају лично. CodePen је велика заједница за веб дизајнере и програмере да покажу своје вештине кодирања, са процењених 330.000 регистрованих корисника и 14,16 милиона посетилаца месечно.